# فصل جادوگری (ترانه)
«فصل جادوگری» (انگلیسی: Season of the Witch) ترانه‌ای از خواننده-ترانه‌سرای اسکاتلندی دانوان است که در ۲۵ سپتامبر ۱۹۶۶ برای سومین آلبوم استودیویی‌اش سان‌شاین سوپرمن منتشر شد.